# Sarah Jezebel Deva
Sarah Jane Ferridge, conocida como Sarah Jezebel Deva (n. 25 de febrero de 1977 en Forest Gate, Londres, Inglaterra), es una vocalista de metal.
Deva ha colaborado en proyectos de bandas como Therion, Mortiis, en la totalidad de los álbumes y giras de Cradle of Filth y en el tributo gótico a Janis Joplin titulado Buried Alive in The Black. Actualmente lidera su propia banda de Metal Sinfónico llamada Angtoria. Su registro vocal es de tres octavas lo cual le ha permitido a través de su carrera hacer interpretaciones desde el registro de contralto hasta el de soprano de coloratura.
En 2009 se separó de Cradle of Filth y comenzó un proyecto en solitario.

## Miembros
- Sarah Jezebel Deva - voz (2009-actualidad)
- Ken Newman - guitarra (2009-actualidad)
- Dave Pybus - bajo (2009-actualidad)
- Martin Powell - teclado (2009-actualidad)
- Max Blunos - batería (2009-actualidad)

## Discografía
En solitario
- 2010: A Sign of Sublime
- 2011: The Corruption Of Mercy

Cradle of Filth
- 1996 - Vempire or Dark Fairytales in Phallustein (EP)
- 1997 - Dusk... and Her Embrace
- 1998 - Cruelty and the Beast
- 1999 - From the Cradle to Enslave (EP)
- 2000 - Midian
- 2002 - Live Bait for the Dead (en vivo)
- 2003 - Damnation and a Day
- 2004 - Nymphetamine
- 2005 - Peace Through Superior Firepower (en vivo)
- 2006 - Thornography
- 2007 - Eleven Burial Masses (en vivo)
- 2008 - Godspeed On The Devil’s Thunder

Angtoria
- 2004: Across Angry Skies (EP)
- 2006: God Has a Plan for Us All

Therion
- 1998: Vovin
- 1999: Crowning of Atlantis (EP)
- 2000: Deggial
- 2002: Live in Midgård (en vivo)

Otros trabajos
- 1998: Mysterion - Tulus
- 1998: Nexus Polaris - Covenant
- 1999: Infernal Satanic Verses - Mystic Circle
- 1999: The Stargate - Mortiis
- 2001: The Smell of Rain — Mortiis
- 2002: Black Light District (EP) — The Gathering